# Gorilla vs. Bear
Gorilla vs. Bear es un blog de MP3 para MP3 de música independiente, vídeos, noticias y reseñas de todos los géneros. Fue creado por Chris Cantalini en marzo de 2005, y David Bartholow se unió como colaborador en 2006. Gorilla vs. Bear presenta regularmente artistas anónimos desconocidos, establecidos e independientes. El blog también es conocido por el uso de películas Polaroid y cámaras Holga para retratos de artistas y cobertura de música en vivo. Ha recibido varios elogios.

## Historia
En 2006, Sirius Satellite Radio seleccionó a Gorilla vs. Bear como uno de sus presentadores de «Blog Radio», un programa de radio semanal en el canal universitario/indie rock Left of Center. Actualmente, se encuentra disponible en el canal Sirius XMU.
Desde el festival de música South by Southwest de 2010, Gorilla vs. Bear ha curado una pequeña muestra titulada Gorilla vs. Booze.